# 味の時計台
味の時計台（あじのとけいだい）は、北海道札幌市に本社を置く時計台観光株式会社（とけいだいかんこう）が運営するフランチャイズシステムによるラーメンチェーン店。

## 概要
1986年設立。創業地が同じで同業他社のさんぱちと共に全国的に広く知られており、札幌ラーメンのチェーン店として、札幌市内・北海道内のみならず、道外にも店舗を展開している。
2008年10月時点では、札幌市内・北海道内55店舗、北海道外では25府県に51店舗を展開していた。2020年9月現在では、札幌市内・北海道内30店舗、北海道外は4県5店舗、海外1店舗となっている。
2020年10月に、神奈川県大和市に本社を置き横浜家系ラーメン「魂心家」などを展開するトイダックに経営権を譲渡したことが発表された。

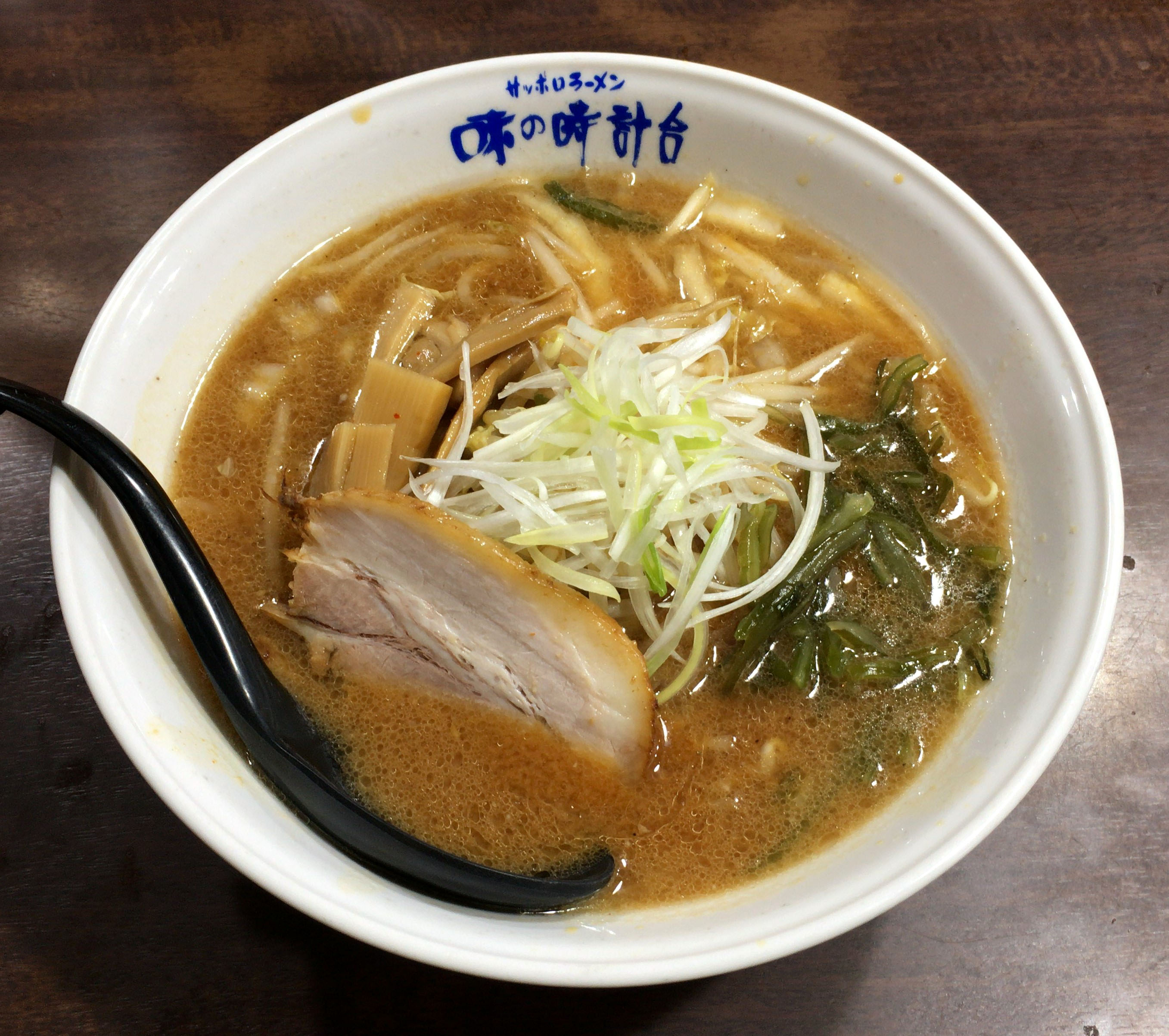
味噌ラーメン

## 出店地域
2020年9月現在、フランチャイズ店舗も含めて、以下の都道県に出店している。
- 北海道地方
- 関東地方：神奈川県
- 四国地方：香川県
- 九州地方：福岡県、佐賀県
- 海外:台湾
  - このほか、青森餃子・製麺工場がある。